# Giorgio A. Tsoukalos
Giorgio A. Tsoukalos (sinh ngày 14 tháng 3 năm 1978) là nhà sản xuất và nhân vật truyền hình Thụy Sĩ. Ông là người đề xuất ý tưởng rằng các nhà du hành vũ trụ cổ đã tương tác với con người thời cổ đại. Ông nổi tiếng nhất vì sự hiện diện của mình trên chương trình truyền hình Ancient Aliens.
Tsoukalos đã xuất hiện trên các kênh truyền hình ăn khách như The Travel Channel, The History Channel, Sci-Fi Channel, National Geographic Channel, cũng như Coast to Coast AM, và là tư vấn sản xuất 23 tập của chương trình Ancient Aliens. Ông là đồng sáng lập của tạp chí Legendary Times, xuất bản lần cuối vào năm 2008. Tạp chí có đăng các bài viết của Erich von Däniken, David Hatcher Childress, Peter Fiebag, Robert Bauval và Luc Bürgin về chủ đề phi hành gia cổ đại và vấn đề liên quan khác.

## Tiểu sử
Tsoukalos tốt nghiệp năm 1998 tại Học viện Ithaca ở Ithaca, New York, với bằng cử nhân về thông tin và truyền thông thể thao. Suốt nhiều năm liền, ông là nhà tổ chức thể dục thể hình và tình nguyện viên trong các cuộc thi thể hình IFBB được phép, gồm cả Mr. Olympia. Ông đã sản xuất và chỉ đạo San Francisco Pro Grand Prix hàng năm từ năm 2001 đến 2005.
Tsoukalos cũng là người dẫn chương trình In Search of Aliens trên kênh H2, chỉ chiếu đúng một mùa vào năm 2014. Ông còn góp mặt trong History Con Events tại Trung tâm Thương mại Thế giới Manila vào tháng 8 năm 2016.